# Jundiaí
Jundiaí est une ville brésilienne de l'État de São Paulo, située à 23° 11′ 11″ sud et 46° 53′ 03″ ouest, à 761 m du niveau de la mer et à 60 km de la capitale de l'État de São Paulo. Sa population était estimée à 423 006 habitants en 2020. La municipalité s'étend sur 432 km2.
La ville possède une conurbation consolidée avec Várzea Paulista et Campo Limpo Paulista, en plus d'être en cours de conurbation avec Itupeva. Les villes mentionnées font partie de la région métropolitaine de Jundiaí (anciennement agglomération urbaine de Jundiaí ou région de Jundiaí), avec les municipalités de Cabreúva, Louveira et Jarinu, totalisant environ 835 000 habitants selon le recensement de l'IBGE. Cette région métropolitaine est intégrée — avec le Grand São Paulo, la région métropolitaine de Campinas, la région métropolitaine de Vale do Paraíba et Litoral Norte, la région métropolitaine de Sorocaba et Baixada Santista (côte de São Paulo) — dans le complexe métropolitain élargi, un mégalopole de plus de 30 millions d'habitants (environ 75% de la population de São Paulo) et qui est la première agglomération urbaine de ce type dans l'hémisphère sud.

## Histoire
La ville a connu une forte croissance au XIXe siècle après avoir été désenclavée lors de la construction de la São Paulo Railway l’une des premières voies ferrées du Brésil, mise en circulation dès 1867, afin de faciliter le transport du café vers le port de Santos.

## Médias
Dans le domaine de la téléphonie, la ville était desservie par Telecomunicações de São Paulo. En juillet 1998, elle a été acquise par la société espagnole Telefónica, qui a adopté la marque Vivo en 2012.
Aujourd'hui, cet opérateur propose des services de téléphonie mobile, téléphonie fixe, internet (fibre optique/4G) et télévision (satellite et câble).

## Maires
| Période | Période  | Identité               | Étiquette                       | Qualité |
| ------- | -------- | ---------------------- | ------------------------------- | ------- |
| 1983    | 1988     | André Benassi          | PSDB                            |         |
| 1989    | 1992     | Walmor Barbosa Martins | PTB                             |         |
| 1993    | 1996     | André Benassi          | PSDB                            |         |
| 1997    | 2004     | Miguel Haddad          | PSDB                            |         |
| 2005    | 2008     | Ary Fossen             | PSDB                            |         |
| 2009    | 2012     | Miguel Haddad          | PSDB                            |         |
| 2013    | 2016     | Pedro Bigardi          | PCdoB                           |         |
| 2017    | 2024     | Luiz Fernando Machado, | PL (élu initialement sous PSDB) |         |
| 2025    | en cours | Gustavo Martinelli     | União Brasil                    |         |

## Personnalités liées à la ville
Personnalités nées à Jundiaí :
- Adriano Basso (né en 1975), footballeur ;
- Bianca Bin (née en 1990), actrice ;
- Cicinho (né en 1986), footballeur ;
- Marina Daloca (née en 1979), volleyeuse ;
- Ilisaine Karen David (née en 1977), basketteuse ;
- Doni (né en 1979), footballeur ;
- Carlos Franchi (1932-2001), linguiste, avocat et homme politique ;
- Thiago Martinelli (né en 1980), footballeur ;
- Nenê (né en 1981), footballeur ;
- Décio Pignatari (1927-2012), écrivain ;
- Lucas Piton (né en 2000), footballeur ;
- Reginaldo (né en 1983), footballeur ;
- Romeu (1911-1971), footballeur ;
- Lucas Veríssimo (né en 1995), footballeur.
- Fábio Zanon (né en 1966), musicien.